# سامويل مولدي
سامويل مولدي (بالإنجليزية: Samuel Mulledy)‏ (و. 1811 – 1866 م) هو كاهن كاثوليكي، ومدير أكاديمي أمريكي، ولد في رومني، توفي في نيويورك، عن عمر يناهز 55 عاماً.

## مناصب
تولى منصب
- قس، Church of St. Ignatius Loyola (New York City) [الإنجليزية]‏ 1863–1866
- President of Georgetown University ‏ 10 يناير 1845–6 سبتمبر 1845
- Novice master [الإنجليزية]‏، Maryland Province of the Society of Jesus ‏ 1 نوفمبر 1841–15 يناير 1844

.

## التعليم
تعلم في جامعة جورجتاون 1829–1831، وتعلم في كنيسة سانتا أندريا في الكويرينال، وتعلم في الكلية الرومانية
.